# Rezerwat przyrody Torfowisko nad Jeziorem Świętym
Torfowisko nad Jeziorem Świętym – torfowiskowy rezerwat przyrody położony w gminie Przemęt, powiecie wolsztyńskim (województwo wielkopolskie), na terenie Przemęckiego Parku Krajobrazowego. Jezioro Święte znajduje się około 2 kilometrów na zachód od wsi Olejnica.
Obiekt został utworzony w 1959 roku, a celem ochrony jest „zachowanie jeziora humusowego (dystroficznego) oraz przylegających torfowisk przejściowych i wysokich wraz z rzadkimi elementami flory i fauny”.
Jezioro i torfowisko nie mają żadnych dopływów ani odpływów. Powierzchnia rezerwatu wynosi 6,79 ha (akt powołujący podawał 7,59 ha), z tego bagna i torfowiska zajmują około 4 ha, obszar zadrzewiony – około 1,84 ha, jezioro – 0,98 ha. Drzewostan tworzą głównie brzoza omszona i brzoza brodawkowata. Spośród gatunków roślin chronionych i rzadszych występują między innymi: bagnica torfowa, owadożerna rosiczka okrągłolistna, bobrek trójlistkowy i grążel żółty.
Obszar rezerwatu podlega ochronie ścisłej (2,6 ha) i czynnej (4,21 ha).

## Podstawa prawna
- Zarządzenie Ministra Leśnictwa i Przemysłu Drzewnego z dnia 5 maja 1959 r. w sprawie uznania za rezerwat przyrody (M. P. z 1959 r. Nr 50, Poz. 229)
- Obwieszczenie Wojewody Wielkopolskiego z dnia 4.10.2001 r. w sprawie ogłoszenia wykazu rezerwatów przyrody utworzonych do dn. 31.12.1998 r.
- Zarządzenie Nr 38/11 Regionalnego Dyrektora Ochrony Środowiska w Poznaniu z dnia 1 września 2011 r. w sprawie rezerwatu przyrody „Torfowisko nad Jeziorem Świętym”

zmienione przez: Zarządzenie Regionalnego Dyrektora Ochrony Środowiska w Poznaniu z dnia 28 grudnia 2017 r. zmieniające zarządzenie w sprawie rezerwatu przyrody „Torfowisko nad Jeziorem Świętym”